# Sudan (orrszarvú)
Sudan (Szudán, 1973. – Nanyuki, Kenya, 2018. március 19.) egy északi szélesszájú orrszarvú, az alfajának utolsó hím példánya volt.
1973-ban vadon született Szudánban. Két éves korában fogságba esett és Csehszlovákiába került, a Dvůr Králové Zoo állatkertbe öt másik szélesszájú orrszarvúval együtt.
2009 decemberében átszállították Kenyába, az Ol Pejeta rezervátumba három társával együtt, azt remélve, hogy a kihalás szélén álló alfajt a szabadban tartott egyedek szaporodása megmentheti.
Miután 2014-ben a két másik hím, Szuni és Angalifu elpusztult, már csak Sudan maradt az egyetlen élő hím példány, de magas kora miatt nem volt képes szaporodni.
Öreg korában több betegségtől is szenvedett, nem tudott lábra állni, és állandó fájdalom kínozta, ezért 2018. március 19-én elaltatták.